# Rhadinaea hempsteadae
Rhadinaea hempsteadae este o specie de șerpi din genul Rhadinaea, familia Colubridae, descrisă de Stuart și Bailey 1941. Conform Catalogue of Life specia Rhadinaea hempsteadae nu are subspecii cunoscute.